# مسعود بن محمد المعدري
الشيخ مسعود بن محمد المعدري هو الشيخ مسعود بن محمد بن مَحمد -فتحا- بن عبد الله بن مَحمد -فتحا- ابن أبي القاسم بن يعزى بن محمد -فتحا- بن يعزى (وهو المشهور بالطالب يعزى) بن أبي بكر. وينتهي نسبه إلى الحسن بن علي بن أبي طالب رضي الله عنهما.

## أسرة آل مسعود
إن أسرة آل مسعود الطالبيّ - حسب المؤرخ محمد المختار السوسي - تسمى (آل الطالب يَعزى) وأصلها من سملالة، ثم انتقل أجدادها إلى قرية (أيت الطالب يعزى) من (تجاجت) بإمجاط، ثم إلى (تيمجاض) بأيت براييم.

## ولادة الشيخ مسعود المعدري الطالبي ونشأته
ولد الشيخ مسعود بـ(تيمجاض) بأيت براييم عامَ 1240-هــ، ولما شب أتقن حفظ القرآن الكريم برواية ورش عن نافع على عادة السوسيين، ويذكر المختار السوسي أنه أتقن بالإضافة إلى قراءة نافع روايات قراءات أخرى، ولذا كان اهتمامه في بدايات أمره بتحفيظ القرآن الكريم.

## تلقيه لمبادئ العربية والفقه
تلقى الشيخ ما تيسر من علوم العربية والدين على يد الشيخ سيدي العربي الأدوزي، والشيخ أحمد بن محمد التيمكيدشتي.

## مزاولته لمهنة الشرط
لقد شغل الشيخ مهمة المشارطة ببعض المدارس القرآنية والعلمية بمنطقة سوس، بعد تخرجه على يد شيخه العربي الأدوزي، فمارس أول تجربة له في منصب المشارطة بمدرسة (سيدي مزال) بهشتوكة، حل فيها عامَ 1279-هــ، فعلّم فيها مجموعة من التلاميذ وأخذوا عنه بعض العلوم الدينية المتداولة بسوس.

## حلوله بالمدرسة البونعمانية برسم المشارطة
انتقل للمشارطة بالمدرسة البونعمانية عام 1280-هـ، فقام بالواجب في تعليم الطلاب العلوم الشرعية وتثقيفهم وبقي هناك مدة 30 سنة يدرّس فيها علوما مختلفة كالنحو بمتونه المعروفة هناك من الآجرومية ولامية المجرادي ولامية الأفعال وأرجوزة الزواوي -نظم قواعد الإعراب الهشامية- في إعراب الجمل ومعاني بعض الأدوات الإعرابية، وألفية ابن مالك، وأيضا الفقه المالكي يدرِّس فيه منظومة المرشد المعين لـابن عاشر في بعض أبواب فقه العبادات ورسالة القيرواني ومختصر الشيخ خليل بن إسحاق المالكي، وقواعد المذهب المالكي يدرس المنهج المنتخب للزقاق، وكذا فن البيان والأصول وما يتبعها من فرائض وحساب (رياضيات) بسيطة، والتصريف وعلم المصطلح والحديث والتفسير.

## في مدرسة سيدي مزال مرة ثانية
في سنة 1309-هــ انتقل الشيخ إلى هذه المدرسة ليشغل فيها منصب التعليم والتثقيف للمرة الثانية، لكنه لم يبق فيها إلا سنة واحدة حيث رأى أن يغادرها نهائيا.

## في مدرسة المعدر
انتقل الشيخ بعد مغادرته لمدرسة سيدي مزال السالفة الذكر إلى مدرسة المعدر، سنة 1310 هــ، فتوافد عليه أفواج الطلاب بهدف الأخذ عنه ما يدرسه من الأمهات النحوية والأدبية والفقهية وغيرها.

## حلول الشيخ بمدرسة (سيدي مزال) مرة ثالثة
عاد الشيخ إلى هذه المدرسة مرة ثالثة في عام 1317-هــ، حيث بقي إلى أن توفي -رحمه الله-

## وفاته
توفي الشيخ يوم الاثنين 22 جمادى الثانية 1319-هــ.